# Alaksandr Pauławiec
Alaksandr Walerjewicz Pauławiec (biał. Аляксандр Валер’евіч Паўлавец, ros. Александр Валерьевич Павловец, Aleksandr Walerjewicz Pawłowiec; ur. 23 kwietnia 1996 w Borysowie) – białoruski piłkarz występujący na pozycji obrońcy w klubie Karmiotisa FC.

## Sukcesy
Tarpieda-BiełAZ Żodzino
- Puchar Białorusi: 2015/16

Dynama Brześć
- mistrzostwo Białorusi: 2019
- Superpuchar Białorusi: 2019, 2020